# Малий Таповець
Малий Таповець (словац. Malý Tapovec) — річка; притока Таповця, протікає в окрузі Снина.
Довжина приблизно 3.2 км. Витік знаходиться в масиві Низькі Бескиди (геоморфологічна підодиниця Бескидське передгір'я — схил гори Доліна) на висоті приблизно 400-410 метрів.
Протікає територією сіл Колониця і Кленова. Впадає в Таповець на висоті приблизно 265 метрів.